# Kanaal Briegden-Neerharen
Kanaal Briegden-Neerharen är en kanal i Belgien.   Den ligger i provinsen Limburg och regionen Flandern, i den östra delen av landet, 90 km öster om huvudstaden Bryssel.
Runt Kanaal Briegden-Neerharen är det i huvudsak tätbebyggt. Runt Kanaal Briegden-Neerharen är det mycket tätbefolkat, med 1 313 invånare per kvadratkilometer.